# Le Juif dans le Lotus
Le Juif dans le Lotus est un ouvrage de Rodger Kamenetz publié en 1994 aux États-Unis, il devint un best-seller international. Il fut publié en 1997 dans sa version française.

## Résumé
Ce livre relate la rencontre en octobre 1990 à Dharamsala en Inde, de rabbins américains et du dalaï-lama avec un mélange d'humour juif et tibétain. Pendant une semaine, des Juifs et des moines tibétains se sont rassemblés pour discuter de leurs traditions. Le dalaï-lama fait part de son souhait d’en savoir plus sur la Kabbale et la méditation hébraïque, prêt à montrer à ses hôtes des pratiques du bouddhisme tibétain. Il souhaite aussi s’inspirer de l'exemple de la résistance des Juifs à l'exil et à la persécution. Rodger Kamenetz qui a accompagné ces rabbins en Inde décrit ce séminaire spirituel. Cet auteur, s'il n'a pas créé l'acronyme Jubu, abréviation de Juif bouddhiste, l'a du moins popularisé par son ouvrage.
Parmi les rabbins ayant participé à la rencontre, se trouvent Zalman Schachter-Shalomi (en) et Nathan Katz (professeur) (en).
Le Séder pour le Tibet à l'initiative de Kamenetz, ainsi que la visite qu'il a rendu au dalaï-lama ont été décrits dans un documentaire de 1999, Le Juif dans le Lotus (film), qui a fait l'objet d'une  émission sur PBS.